# (2854) Rawson
(2854) Rawson (1964 JE; 1931 DS; 1967 EN; 1971 ON; 1981 PS) ist ein ungefähr sieben Kilometer großer Asteroid des inneren Hauptgürtels, der am 6. Mai 1964 vom argentinischen Astronomen David McLeish am Observatorio Astronómico de Córdoba in Córdoba im Departamento Capital, Provinz Córdoba (IAU-Code 822) entdeckt wurde.

## Benennung
(2854) Rawson wurde nach dem argentinischen Arzt und Politiker Guillermo Rawson (1825–1900) benannt. Er war Mitglied des argentinischen Parlaments sowie Innenminister und nach ihm wurde die argentinische Stadt Rawson im Departamento Rawson in der Provinz Chubut benannt.